# Kościół Najświętszej Maryi Panny Wspomożenia Wiernych w Czechowicach-Dziedzicach
Kościół Najświętszej Maryi Panny Wspomożenia Wiernych – rzymskokatolicki kościół parafialny należący do dekanatu Czechowice-Dziedzice diecezji bielsko-żywieckiej. Znajduje się na osiedlu Dziedzice.

## Historia
Budowa świątyni rozpoczęła się w 1882 roku. Uroczyście został konsekrowany nowy kościół w dniu 22 czerwca 1890 roku przez biskupa Franciszka Śniegonia z Cieszyna. Samodzielna parafia Najświętszej Maryi Panny Wspomożenia Wiernych została erygowana w dniu 27 maja 1899 roku. Dzięki staraniom księdza Karola Franka, w okresie międzywojennym świątynia została rozbudowana do obecnej wielkości. W dniu 4 września 1938 roku została ona ponownie poświęcona przez księdza dziekana Jana Barabasza, proboszcza kościoła św. Katarzyny w Czechowicach. W latach 1959–1980 dzięki staraniom kolejnego proboszcza, księdza Eryka Kurka, kościół otrzymał kolejne elementy wyposażenia wnętrza. W 1980 roku proboszczem parafii został ksiądz kanonik Jerzy Jęczmionka, dzięki staraniom którego przeprowadzony został w latach 90. XX wieku gruntowny remont świątyni, m.in. nad wejściem do świątyni zamontowany został witraż Najświętszej Maryi Panny Wspomożenia Wiernych zaprojektowany przez Roberta Przebindę.

## Organy
Kościół od początku swego istnienia posiadał organy piszczałkowe. Pierwszymi z nich był instrument Jana Śliwińskiego ze Lwowa. Według relacji ustnych organy lwowskiego budowniczego zostały poważnie uszkodzone w czasie II wojny światowej. Dalszego zniszczenia dokonały drewnojady, przez co instrument w tym stanie nie nadawał się już do remontu, w związku z czym postanowiono wybudować nowy, który funkcjonuje do dziś. Obecne organy są dziełem firmy Włodzimierza Truszczyńskiego z Warszawy, a ich budowę ukończono w 1963 r. Brzmienie instrumentu było prezentowane m.in. podczas Festiwalu Muzyki Sakralnej czy Jesiennego Festiwalu Muzycznego Alkagran.
Dyspozycja instrumentu:
| Manuał I            | Manuał II               | Pedał              |
| ------------------- | ----------------------- | ------------------ |
| 1. Vox Coelestis 8' | 1. Pryncypał fletowy 8' | 1. Kontrabas 16'   |
| 2. Trompet 8'       | 2. Bourdon 8'           | 2. Subbas 16'      |
| 3. Pryncypał 8'     | 3. Aeolina 8'           | 3. Pryncypałbas 8' |
| 4. Holflet 8'       | 4. Prestant 4'          | 4. Fletbas 8'      |
| 5. Salicet 8'       | 5. Rurflet 4'           | 5. Chorałbas 4'    |
| 6. Oktawa 4'        | 6. Nasard 2 2/3'        | 6. Fagot 16'       |
| 7. Flet kryty 4'    | 7. Pikolo 2'            |                    |
| 8. Super oktawa 2'  | 8. Tercja 1 3/5'        |                    |
| 9. Mikstura 3 ch.   | 9. Cymbel 3 ch.         |                    |
| 10. Kornet 4 ch.    | 10. Obój 8'             |                    |

## Dzwony
Na wieży kościoła zawieszone są cztery dzwony. Trzy z nich mają imiona, a jeden jest bezimenny.
| Imię          | Waga (kg)   | Ton   | Data odlania | Luwisarnia                 |
| ------------- | ----------- | ----- | ------------ | -------------------------- |
| Józef         | ok. 220 kg  | dis"  | 1973         | Jan Felczyński, Przemyśl   |
| –             | ok. 550 kg  | gis'+ | 1938         | Fritz Kauntz, Hermannstadt |
| Maryja        | ok. 700 kg  | g'    | 1973         | Jan Felczyński, Przemyśl   |
| Chrystus Król | ok. 1500 kg | dis'  | 1973         | Jan Felczyński, Przemyśl   |